# Mason (Ohio)
Mason ist eine City im südwestlichen Warren County, Ohio, Vereinigte Staaten. Bei der Volkszählung 2020 hatte Mason 34.792 Einwohner. Es war die am schnellsten wachsende und einwohnerstärkste Stadt im County. Der Ort gehört zum Großraum Cincinnati.
Das Unternehmen Luxottica hat seinen Sitz für die Vereinigten Staaten hier.

## Geographie
Masons geographische Koordinaten lauten 39° 21′ N, 84° 19′ W (39,358009, -84,311822). Mason war bis Februar 1997 ein Teil des Deerfield Townships in dessen nördlichen Bereich es lag. Die Ortschaft Lebanon ist rund sieben und Cincinnati rund 21 Meilen entfernt. An das überregionale Straßennetz ist der Ort durch die Autobahnen I-71 und I-75 angeschlossen. Zudem gibt es eine Bahnlinie, die durch den Ort führt. Dieser liegt am Muddy Creek, einem Nebenfluss des Little Miami River in einem hügeligen, fruchtbaren Gebiet.
Nach den Angaben des United States Census Bureaus hat die Stadt eine Fläche von 45,7 km², wovon 45,6 km² aus Land und 0,1 km² (= 0,23 %) Gewässer sind.

## Klima
|                       | Jan  | Feb  | Mär  | Apr   | Mai | Jun   | Jul   | Aug   | Sep  | Okt  | Nov  | Dez  |   |         |
| Mittl. Tagesmax. (°C) | 3    | 6    | 12   | 18    | 24  | 28    | 31    | 30    | 26   | 20   | 12   | 6    | ⌀ | 18,1    |
| Mittl. Tagesmin. (°C) | −7   | −6   | −1   | 4     | 9   | 14    | 17    | 16    | 12   | 5    | 0    | −4   | ⌀ | 5       |
|                       |      |      |      |       |     |       |       |       |      |      |      |      |   |         |
| Niederschlag (mm)     | 80,8 | 69,1 | 94,7 | 104,1 | 126 | 115,3 | 102,6 | 106,2 | 79,8 | 78,5 | 92,7 | 85,1 | Σ | 1.134,9 |

| −7 |

| −6 |

| −1 |

| 4 |

| 9 |

| 14 |

| 17 |

| 16 |

| 12 |

| 5 |

| 0 |

| −4 |

| −7 |

| −6 |

| −1 |

| 4 |

| 9 |

| 14 |

| 17 |

| 16 |

| 12 |

| 5 |

| 0 |

| −4 |

| N i e d e r s c h l a g | 80,8 | 69,1 | 94,7 | 104,1 | 126 | 115,3 | 102,6 | 106,2 | 79,8 | 78,5 | 92,7 | 85,1 |
|                         | Jan  | Feb  | Mär  | Apr   | Mai | Jun   | Jul   | Aug   | Sep  | Okt  | Nov  | Dez  |

## Geschichte
Am 1. Juni 1803 erwarb William Mason, bei einer Versteigerung rund 640 Acre (rund 256 Hektar) Land auf dem Gebiet des heutigen Orts Mason. Am 18. August 1815 legte er 16 Parzellen auf diesem Land an und nannte den Ort „Palmyra“. Weitere Parzellen wurden ab 1832 vermessen, zwei Jahre nach Masons Tod, so wie es Masons letzter Wille bestimmte. Diese Ergänzungen hatten die Bezeichnungen Mason, Lamb, Wikoff, Cox und Bennett. Bei der Eintragung in das Kataster wurde der Name des Ortes mit „Palmyra“ angegeben. Der Ort hat ein eigenes Postamt, für Teile des Stadtgebietes sind jedoch die Postämter in Kings Mills, Lebanon und Maineville zuständig. Das Postamt war zunächst unter dem Namen „Palmyra Post Office“ eröffnet worden. Da in diesem Staat bereits ein Postamt mit diesem Namen existierte, wurde von den Bürgern des Ortes ein neuer Name ausgewählt. In der engeren Wahl standen „van Buren Post Office“, nach dem Namen des neu gewählten Präsidenten Martin Van Buren und „Mason Post Office“, im Andenken an den Stadtgründer.
Die Postverwaltung der Vereinigten Staaten erhielt 1835 eine Eingabe der Bürger des Ortes, um den Namen zu korrigieren. Der United States Postal Service führte den Ort als „Kirkwood“, was vermutlich durch eine Verwechslung mit dem Namen des damaligen Postmeisters William Kirkwood in die Ortsliste der Post geraten war. Da es jedoch schon ein Palmyra Township in Ohio gab, wurde der Name zu Ehren seines Gründers in „Mason“ geändert.
Mason blieb in den nächsten 125 Jahren ein kleines, landwirtschaftlich geprägtes Dorf. Der Ort hatte 1970, dem Jahr vor der Inkorporation als City weniger als 5700 Einwohner.

## William Mason
William Mason (1760–1830) wurde in Pennsylvania geboren. Er lebte danach für einige Zeit in Palmyra in Tennessee. Von dort kam er um das Jahr 1798 nach Ohio. Hier ließ er sich zunächst in der Nähe von Madisonville am Little Miama River nieder. Dort verlor er seine erste Frau Mary McClellan, so dass er weiterzog und in das Deerfield Township kam, wo er 36 Acres Land erwarb. Aus seiner ersten Ehe hatte er bereits zwei Kinder Maria und Samuel. Daher verheiratete er sich mit Sarah Murphy, die ihm weitere vier Kinder, Cynthia, Sarah, William und Elizabeth, gebar. Mason war ein Veteran aus dem Amerikanischen Unabhängigkeitskrieg, in den er mit sechzehn Jahren eintrat. Er diente unter Oberst Hookum und wurde als Major entlassen. Auch am Krieg von 1812 nahm er als Soldat teil. Bei seinem Tod vermachte er der Ortschaft 40 Acres seines Besitzes. Seine Tochter Sarah hatte 1833 den Farmer Peter W. Wikoff (* 1813) geheiratet. Wikoffs Farm in Mason umfasste 440 Acres.

## Demographie
Zum Zeitpunkt des United States Census 2000 bewohnten Mason 22.016 Personen. Die Bevölkerungsdichte betrug 482,7 Personen pro km². Es gab 8111 Wohneinheiten, durchschnittlich 177,8 pro km². Die Bevölkerung Masons bestand zu 94,79 % aus Weißen, 1,61 % Schwarzen oder African American, 0,19 % Native American, 2,18 % Asian, 0,01 % Pacific Islander, 0,30 % gaben an, anderen Rassen anzugehören und 0,93 % nannten zwei oder mehr Rassen. 0,97 % der Bevölkerung erklärten, Hispanos oder Latinos jeglicher Rasse zu sein.
Die Bewohner Masons verteilten sich auf 7789 Haushalte, von denen in 45,2 % Kinder unter 18 Jahren lebten. 67,5 % der Haushalte stellten Verheiratete, 6,8 % hatten einen weiblichen Haushaltsvorstand ohne Ehemann und 23,2 % bildeten keine Familien. 20,0 % der Haushalte bestanden aus Einzelpersonen und in 6,7 % aller Haushalte lebte jemand im Alter von 65 Jahren oder mehr alleine. Die durchschnittliche Haushaltsgröße betrug 2,80 und die durchschnittliche Familiengröße 3,27 Personen.
Die Bevölkerung verteilte sich auf 32,1 % Minderjährige, 5,1 % 18–24-Jährige, 35,3 % 25–44-Jährige, 19,1 % 45–64-Jährige und 8,4 % im Alter von 65 Jahren oder mehr. Das Durchschnittsalter betrug 34 Jahre. Auf jeweils 100 Frauen entfielen 95,7 Männer. Bei den über 18-Jährigen entfielen auf 100 Frauen 92,4 Männer.
Das mittlere Haushaltseinkommen in Mason betrug 65.968 US-Dollar und das mittlere Familieneinkommen erreichte die Höhe von 75.697 US-Dollar. Das Durchschnittseinkommen der Männer betrug 52.795 US-Dollar, gegenüber 32.457 US-Dollar bei den Frauen. Das Pro-Kopf-Einkommen belief sich auf 29.109 US-Dollar. 2,8 % der Bevölkerung und 1,6 % der Familien hatten ein Einkommen unterhalb der Armutsgrenze, davon waren 1,8 % der Minderjährigen und 4,8 % der Altersgruppe 65 Jahre und mehr betroffen.

## Medien
In Mason hat derzeit kein lizenzierter Anbieter von Radio und Fernsehen seinen Sitz. Im Stadtgebiet befindet sich einer der wenigen noch bestehenden Sendetürme, der vom Sender WLW (700 Cincinnati), der zum Konzern Clear Channel Communications gehört, genutzt wird.